# Triaspis complanellae
Triaspis complanellae är en stekelart som först beskrevs av Hartig 1847.  Triaspis complanellae ingår i släktet Triaspis och familjen bracksteklar. Inga underarter finns listade i Catalogue of Life.